# Alumni Stadium

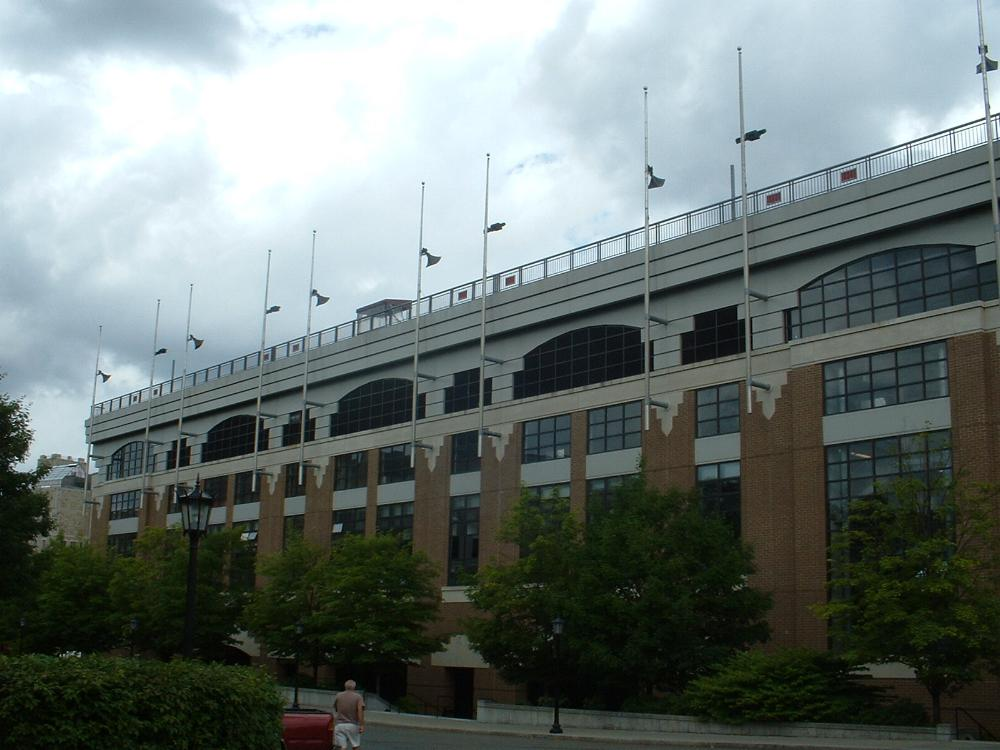
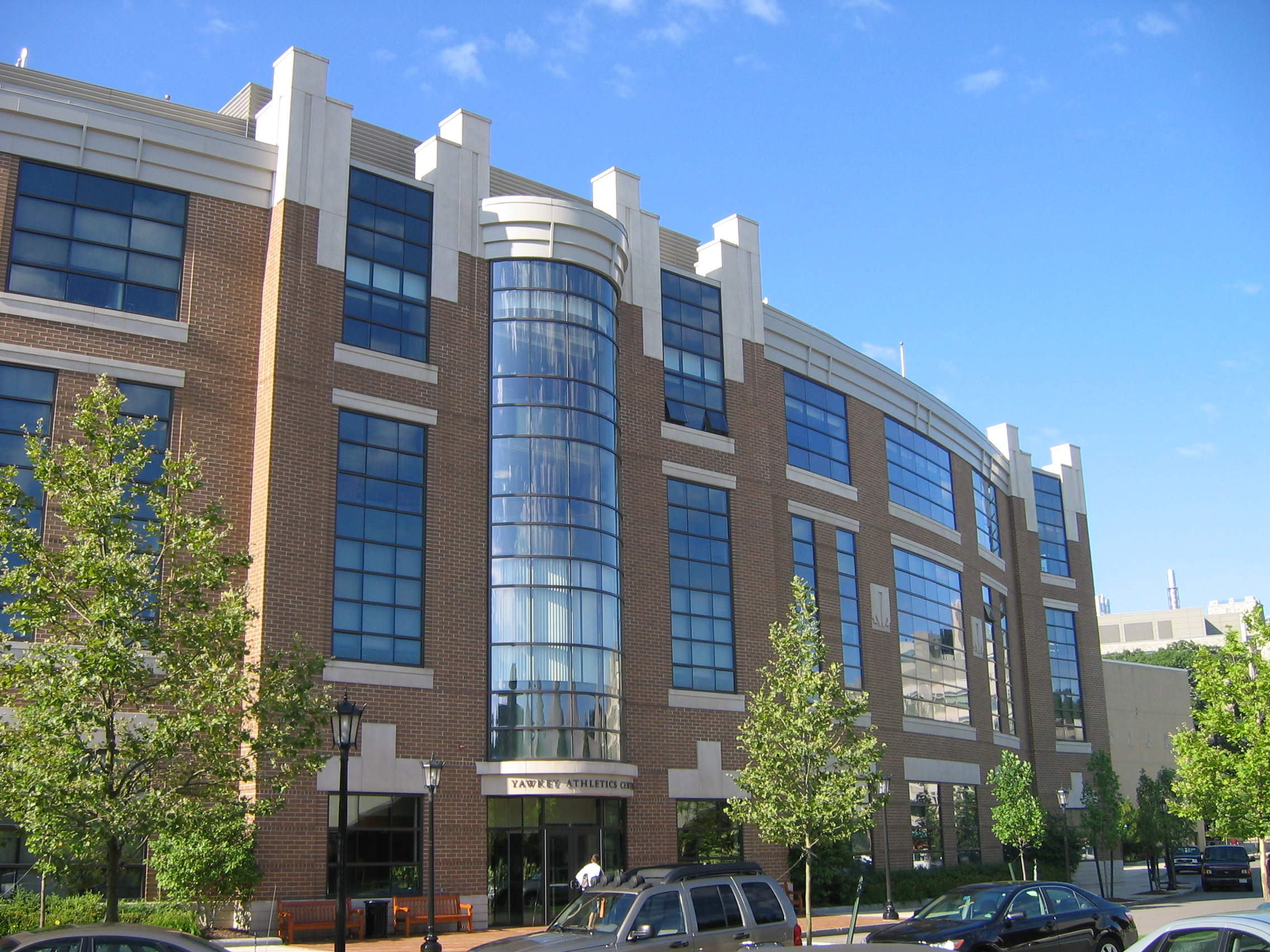

El Alumni Stadium es un estadio de fútbol americano universitario ubicado en el campus deportivo de Boston College en Chestnut Hill, Massachusetts. Fue inaugurado el 21 de septiembre de 1957 y tiene una capacidad para albergar a 44 500 aficionados cómodamente sentados. El equipo local es el de los Boston College Eagles pertenecientes a la Atlantic Coast Conference de la National Collegiate Athletic Association.